# Alexandra Silva
Alexandra Martins da Silva (* 11. Februar 1984) ist eine portugiesische Informatikerin und Mathematikerin. Sie erhielt 2017 den Presburger Award für ihre Arbeiten über Koalgebren als Werkzeuge zur Formalisierung von Koinduktionen in der funktionalen Programmierung und von Operationen auf verschiedenen Varianten endlicher Automaten, insbesondere probabilistischer Automaten.

## Leben
Alexandra Silva studierte an der Universität Minho Informatik und Mathematik und schloss ihr Studium 2006 ab. Ihre Doktorarbeit verteidigte sie 2010 am Centrum Wiskunde & Informatica (CWI) in Amsterdam unter der gemeinsamen Leitung von Jan Rutten und Marcello Bonsangue (Titel ihrer Dissertation: "Kleene Coalgebra"). Danach hatte sie verschiedene Positionen in den Niederlanden und Portugal inne und hielt sich als Gastprofessorin oder Gastforscherin an verschiedenen Institutionen auf (Cornell University, École normale supérieure de Lyon, University of Oxford, Indiana University, Simons Institute). Danach wechselte sie als Professorin für Algebra, Semantik und Berechnung ans University College London.
Im Jahr 2017 erhielt sie den Presburger Award des European Association for Theoretical Computer Science (EATCS) für ihre Rolle bei der Förderung des Bereichs der Modellierung und des koalgetrischen Denkens. Mit diesem Preis wird jedes Jahr ein junger Wissenschaftler oder eine junge Wissenschaftlerin ausgezeichnet, der oder die außergewöhnliche Beiträge zum Bereich der theoretischen Informatik geleistet hat.

## Arbeiten
Ihre Arbeiten befassen sich unter anderem mit algebraischen Problemen im Zusammenhang mit formalen Sprachen, die in dem von den Koalgebren gebotenen Rahmen formuliert werden. Nach ihrer Dissertation von 2010 über Kleene-Koalgebren, in der sie einige Erweiterungen endlicher Automaten in diesem formalen Rahmen vereinheitlichte, hat Alexandra Silva eine wichtige Rolle bei der Förderung des Bereichs der Modellierung und Argumentation mit Koalgebren gespielt.
Alexandra Silva hat koalgebraische Techniken im Rahmen formaler Sprachen für die Minimierungs- und Determinierungsprobleme verschiedener Automatenfamilien verwendet. Alexandra Silva und Dexter Kozen haben einen Artikel verfasst, in dem sie das Konzept der Koinduktion vorstellen, um es einem breiteren Publikum zugänglich zu machen. Alexandra Silva und ihre Koautoren entwickelten einen Koinduktionsformalismus für die Definition und Argumentation auf infiniten Analoga der Gleichungslogik und das Umschreiben von Termen in einheitlicher, koinduktiver Weise. Dieser Formalismus umfasst die Verarbeitung von Umschreibsequenzen beliebiger ordinaler Länge, ohne Ordinalzahlen oder Konvergenzmetriken zu verwenden, was ihn besonders für Theorembeweiser geeignet macht. Im Jahr 2009 führten Hoare, Moeller, Struth und Wehrman das Konzept der konkurrierenden Kleene-Algebra als Rahmen für die Argumentation über konkurrierende Programme ein. In einem Artikel zeigen die Autoren, darunter Alexandra Silva, dass die Axiome der konkurrierenden Kleene-Algebren mit beschränktem Parallelismus für die in dem Artikel von 2009 vorgeschlagene Semantik vollständig sind und somit eine Vermutung von Hoare et al. positiv beantworten. Darüber hinaus ermöglicht die dafür entwickelte Technik die Aufstellung eines Kleene-Theorems für konkurrierende Kleene-Algebren.
Sie hat sich auch auf die Untersuchung von Problemen verlegt, die mehr mit der flussbasierten Programmierung zu tun haben, insbesondere im Fall von probabilistischen endlichen Automaten.

## Preise und Auszeichnungen
- 2016: Preis Philip Leverhulme[9]
- 2017: Presburger Award des European Association for Theoretical Computer Science (EATCS)
- 2018: Roger Needham Award[10]